# Vuelta a España 2007
La Vuelta a España 2007, sessantaduesima edizione della corsa, si svolse in ventuno tappe dal 1º al 23 settembre 2007, per un percorso totale di 3 241 km. Fu vinta dal russo Denis Men'šov che terminò in 80h59'07".

## Tappe
| Tappa  | Data         | Percorso                                 | km    | Vincitore di tappa   | Leader cl. generale |
| ------ | ------------ | ---------------------------------------- | ----- | -------------------- | ------------------- |
| 1ª     | 1º settembre | Vigo > Vigo                              | 146,4 | Daniele Bennati      | Daniele Bennati     |
| 2ª     | 2 settembre  | Allariz > Santiago di Compostela         | 148,7 | Óscar Freire         | Óscar Freire        |
| 3ª     | 3 settembre  | Viveiro > Luarca                         | 153   | Paolo Bettini        | Óscar Freire        |
| 4ª     | 4 settembre  | Langreo > Lagos de Covadonga             | 185,1 | Vladimir Efimkin     | Vladimir Efimkin    |
| 5ª     | 5 settembre  | Cangas de Onís > Reinosa                 | 157,4 | Óscar Freire         | Vladimir Efimkin    |
| 6ª     | 6 settembre  | Reinosa > Logroño                        | 184,3 | Óscar Freire         | Vladimir Efimkin    |
| 7ª     | 7 settembre  | Calahorra > Saragozza                    | 176,3 | Erik Zabel           | Vladimir Efimkin    |
| 8ª     | 8 settembre  | Cariñena > Saragozza (cron. individuale) | 52,2  | Bert Grabsch         | Stijn Devolder      |
| 9ª     | 9 settembre  | Huesca > Aramón Cerler                   | 167,6 | Leonardo Piepoli     | Denis Men'šov       |
| 10ª    | 10 settembre | Benasque > Ordino Arcalís (AND)          | 214   | Denis Men'šov        | Denis Men'šov       |
| 11ª    | 12 settembre | Castellón de la Plana > Algemesí         | 191,3 | Alessandro Petacchi  | Denis Men'šov       |
| 12ª    | 13 settembre | Algemesí > Hellín                        | 176   | Alessandro Petacchi  | Denis Men'šov       |
| 13ª    | 14 settembre | Hellín > Torre-Pacheco                   | 176,4 | Andreas Klier        | Denis Men'šov       |
| 14ª    | 15 settembre | Puerto Lumbreras > Villacarrillo         | 207   | Jason McCartney      | Denis Men'šov       |
| 15ª    | 16 settembre | Villacarrillo > Granada                  | 201,4 | Samuel Sánchez       | Denis Men'šov       |
| 16ª    | 18 settembre | Jaén > Puertollano                       | 161,5 | Leonardo Duque       | Denis Men'šov       |
| 17ª    | 19 settembre | Ciudad Real > Talavera de la Reina       | 175   | Daniele Bennati      | Denis Men'šov       |
| 18ª    | 20 settembre | Talavera de la Reina > Avila             | 153,5 | Luis Pérez Rodríguez | Denis Men'šov       |
| 19ª    | 21 settembre | Avila > Alto de Abantos                  | 133   | Samuel Sánchez       | Denis Men'šov       |
| 20ª    | 22 settembre | Villalba > Villalba (cron. individuale)  | 20    | Samuel Sánchez       | Denis Men'šov       |
| 21ª    | 23 settembre | Rivas-Vaciamadrid > Madrid               | 104,2 | Daniele Bennati      | Denis Men'šov       |
| Totale | Totale       | Totale                                   | 3 241 |                      |                     |

## Squadre e corridori partecipanti
Le 21 squadre partecipanti alla gara furono:
| N.      | Cod. | Squadra            |
| ------- | ---- | ------------------ |
| 1-9     | A2R  | AG2R Prévoyance    |
| 11-19   | ACA  | Andalucía-Cajasur  |
| 21-29   | BTL  | Bouygues Télécom   |
| 31-39   | GCE  | Caisse d'Épargne   |
| 41-49   | COF  | Cofidis            |
| 51-59   | C.A  | Crédit Agricole    |
| 61-69   | DSC  | Discovery Channel  |
| 71-79   | EUS  | Euskaltel-Euskadi  |
| 81-89   | FDJ  | Française des Jeux |
| 91-99   | GST  | Gerolsteiner       |
| 101-109 | PRL  | Predictor-Lotto    |

| N.      | Cod. | Squadra               |
| ------- | ---- | --------------------- |
| 111-119 | KGZ  | Karpin Galicia        |
| 121-129 | LIQ  | Liquigas              |
| 131-139 | PRL  | Predictor-Lotto       |
| 141-149 | QSI  | Quick Step-Innergetic |
| 151-159 | RAB  | Rabobank              |
| 161-169 | REL  | Relax-GAM             |
| 171-179 | SDV  | Saunier Duval-Prodir  |
| 181-189 | CSC  | Team CSC              |
| 191-199 | MRM  | Team Milram           |
| 201-209 | TMO  | T-Mobile Team         |

## Dettagli delle tappe

### 1ª tappa
- 1º settembre: Vigo > Vigo – 146,4 km

Risultati
| Pos. | Corridore           | Squadra     | Tempo    |
| ---- | ------------------- | ----------- | -------- |
| 1    | Daniele Bennati     | Lampre      | 3h43'09" |
| 2    | Óscar Freire        | Rabobank    | s.t.     |
| 3    | Alessandro Petacchi | Team Milram | s.t.     |

| Pos. | Corridore           | Squadra     | Tempo    |
| ---- | ------------------- | ----------- | -------- |
| 1    | Daniele Bennati     | Lampre      | 3h43'09" |
| 2    | Óscar Freire        | Rabobank    | s.t.     |
| 3    | Alessandro Petacchi | Team Milram | s.t.     |

### 2ª tappa
- 2 settembre: Allariz > Santiago di Compostela – 148,7 km

Risultati
| Pos. | Corridore      | Squadra    | Tempo    |
| ---- | -------------- | ---------- | -------- |
| 1    | Óscar Freire   | Rabobank   | 3h31'03" |
| 2    | Paolo Bettini  | Quick Step | s.t.     |
| 3    | Leonardo Duque | Cofidis    | s.t.     |

| Pos. | Corridore      | Squadra     | Tempo    |
| ---- | -------------- | ----------- | -------- |
| 1    | Óscar Freire   | Rabobank    | 7h14'12" |
| 2    | Erik Zabel     | Team Milram | s.t.     |
| 3    | Leonardo Duque | Cofidis     | s.t.     |

### 3ª tappa
- 3 settembre: Viveiro > Luarca – 153 km

Risultati
| Pos. | Corridore     | Squadra       | Tempo    |
| ---- | ------------- | ------------- | -------- |
| 1    | Paolo Bettini | Quick Step    | 4h08'42" |
| 2    | Óscar Freire  | Rabobank      | s.t.     |
| 3    | Allan Davis   | Discovery Ch. | s.t.     |

| Pos. | Corridore      | Squadra     | Tempo     |
| ---- | -------------- | ----------- | --------- |
| 1    | Óscar Freire   | Rabobank    | 11h22'54" |
| 2    | Leonardo Duque | Cofidis     | s.t.      |
| 3    | Erik Zabel     | Team Milram | s.t.      |

### 4ª tappa
- 4 settembre: Langreo > Lagos de Covadonga – 185,1 km

Risultati
| Pos. | Corridore        | Squadra       | Tempo    |
| ---- | ---------------- | ------------- | -------- |
| 1    | Vladimir Efimkin | C. d'Epargne  | 4h39'56" |
| 2    | Leonardo Piepoli | Saunier Duval | a 1'06"  |
| 3    | Stijn Devolder   | Discovery Ch. | s.t.     |

| Pos. | Corridore         | Squadra       | Tempo     |
| ---- | ----------------- | ------------- | --------- |
| 1    | Vladimir Efimkin  | C. d'Epargne  | 16h02'50" |
| 2    | Denis Men'šov     | Rabobank      | a 1'06"   |
| 3    | Francisco Ventoso | Saunier Duval | s.t.      |

### 5ª tappa
- 5 settembre: Cangas de Onís > Reinosa - 157,4 km

Risultati
| Pos. | Corridore       | Squadra    | Tempo    |
| ---- | --------------- | ---------- | -------- |
| 1    | Óscar Freire    | Rabobank   | 4h07'51" |
| 2    | Daniele Bennati | Lampre     | s.t.     |
| 3    | Paolo Bettini   | Quick Step | s.t.     |

| Pos. | Corridore         | Squadra      | Tempo     |
| ---- | ----------------- | ------------ | --------- |
| 1    | Vladimir Efimkin  | C. d'Epargne | 20h10'41" |
| 2    | Denis Men'šov     | Rabobank     | a 1'06"   |
| 3    | Francisco Ventoso | Saunier      | s.t.      |

### 6ª tappa
- 6 settembre: Reinosa > Logroño - 184,3 km

Risultati
| Pos. | Corridore       | Squadra     | Tempo    |
| ---- | --------------- | ----------- | -------- |
| 1    | Óscar Freire    | Rabobank    | 4h24'10" |
| 2    | Koldo Fernández | Euskaltel   | s.t.     |
| 3    | Angelo Furlan   | Crédit Agr. | s.t.     |

| Pos. | Corridore        | Squadra      | Tempo     |
| ---- | ---------------- | ------------ | --------- |
| 1    | Vladimir Efimkin | C. d'Epargne | 24h34'51" |
| 2    | Denis Men'šov    | Rabobank     | a 1'06"   |
| 3    | Carlos Sastre    | Team CSC     | s.t.      |

### 7ª tappa
- 7 settembre: Calahorra > Saragozza – 176,3 km

Risultati
| Pos. | Corridore     | Squadra       | Tempo    |
| ---- | ------------- | ------------- | -------- |
| 1    | Erik Zabel    | Team Milram   | 3h52'05" |
| 2    | Allan Davis   | Discovery Ch. | s.t.     |
| 3    | Paolo Bettini | Quick Step    | s.t.     |

| Pos. | Corridore        | Squadra      | Tempo     |
| ---- | ---------------- | ------------ | --------- |
| 1    | Vladimir Efimkin | C. d'Epargne | 28h26'56" |
| 2    | Denis Men'šov    | Rabobank     | a 1'06"   |
| 3    | Carlos Sastre    | Team CSC     | s.t.      |

### 8ª tappa
- 8 settembre: Denominación de Origen Cariñena > Saragozza – cronometro individuale – 52,2 km

Risultati
| Pos. | Corridore      | Squadra       | Tempo  |
| ---- | -------------- | ------------- | ------ |
| 1    | Bert Grabsch   | T-Mobile      | 57'05" |
| 2    | László Bodrogi | Crédit Agr.   | a 34"  |
| 3    | Stijn Devolder | Discovery Ch. | a 48"  |

| Pos. | Corridore        | Squadra       | Tempo     |
| ---- | ---------------- | ------------- | --------- |
| 1    | Stijn Devolder   | Discovery Ch. | 29h25'55" |
| 2    | Denis Men'šov    | Rabobank      | a 30"     |
| 3    | Vladimir Efimkin | C. d'Epargne  | a 1'28"   |

### 9ª tappa
- 9 settembre: Huesca > Estación de esquí Cerler (Grupo Aramón) - 167,6 km

Risultati
| Pos. | Corridore         | Squadra  | Tempo    |
| ---- | ----------------- | -------- | -------- |
| 1    | Leonardo Piepoli  | Saunier  | 4h28'21" |
| 2    | Denis Men'šov     | Rabobank | s.t.     |
| 3    | Ezequiel Mosquera | Karpin   | a 17"    |

| Pos. | Corridore        | Squadra      | Tempo     |
| ---- | ---------------- | ------------ | --------- |
| 1    | Denis Men'šov    | Rabobank     | 33h54'46" |
| 2    | Vladimir Efimkin | C. d'Epargne | a 2'01"   |
| 3    | Cadel Evans      | Predictor    | a 2'27"   |

### 10ª tappa
- 10 settembre: Benasque > Estación de esquí de Ordino Arcalís (Andorra) – 214 km

Risultati
| Pos. | Corridore      | Squadra   | Tempo    |
| ---- | -------------- | --------- | -------- |
| 1    | Denis Men'šov  | Rabobank  | 5h47'05" |
| 2    | Cadel Evans    | Predictor | s.t.     |
| 3    | Samuel Sánchez | Euskaltel | s.t.     |

| Pos. | Corridore        | Squadra      | Tempo     |
| ---- | ---------------- | ------------ | --------- |
| 1    | Denis Men'šov    | Rabobank     | 39h41'51" |
| 2    | Vladimir Efimkin | C. d'Epargne | a 2'01"   |
| 3    | Cadel Evans      | Predictor    | a 2'27"   |

### 11ª tappa
- 12 settembre: Castellón de la Plana > Algemesí – 191,3 km

Risultati
| Pos. | Corridore           | Squadra     | Tempo    |
| ---- | ------------------- | ----------- | -------- |
| 1    | Alessandro Petacchi | Team Milram | 4h45'34" |
| 2    | Paolo Bettini       | Quick Step  | s.t.     |
| 3    | Erik Zabel          | Team Milram | s.t.     |

| Pos. | Corridore        | Squadra      | Tempo     |
| ---- | ---------------- | ------------ | --------- |
| 1    | Denis Men'šov    | Rabobank     | 44h27'25" |
| 2    | Vladimir Efimkin | C. d'Epargne | a 2'01"   |
| 3    | Cadel Evans      | Predictor    | a 2'27"   |

### 12ª tappa
- 13 settembre: Algemesí > Hellín – 176 km

Risultati
| Pos. | Corridore           | Squadra     | Tempo    |
| ---- | ------------------- | ----------- | -------- |
| 1    | Alessandro Petacchi | Team Milram | 3h41'01" |
| 2    | Daniele Bennati     | Lampre      | s.t.     |
| 3    | Aljaksandr Usaŭ     | AG2R Prév.  | s.t.     |

| Pos. | Corridore        | Squadra      | Tempo     |
| ---- | ---------------- | ------------ | --------- |
| 1    | Denis Men'šov    | Rabobank     | 48h08'26" |
| 2    | Vladimir Efimkin | C. d'Epargne | a 2'01"   |
| 3    | Cadel Evans      | Predictor    | a 2'27"   |

### 13ª tappa
- 14 settembre: Hellín > Torre-Pacheco – 176,4 km

Risultati
| Pos. | Corridore       | Squadra      | Tempo    |
| ---- | --------------- | ------------ | -------- |
| 1    | Andreas Klier   | T-Mobile     | 4h01'52" |
| 2    | Tom Stamsnijder | Gerolsteiner | a 1"     |
| 3    | Jérémy Roy      | F. des Jeux  | a 24"    |

| Pos. | Corridore        | Squadra      | Tempo     |
| ---- | ---------------- | ------------ | --------- |
| 1    | Denis Men'šov    | Rabobank     | 52h14'21" |
| 2    | Vladimir Efimkin | C. d'Epargne | a 2'01"   |
| 3    | Cadel Evans      | Predictor    | a 2'27"   |

### 14ª tappa
- 15 settembre: Puerto Lumbreras > Villacarrillo – 207 km

Risultati
| Pos. | Corridore         | Squadra       | Tempo    |
| ---- | ----------------- | ------------- | -------- |
| 1    | Jason McCartney   | Discovery Ch. | 5h21'21" |
| 2    | Thomas Löfkvist   | F. des Jeux   | a 28"    |
| 3    | Stefan Schumacher | Gerolsteiner  | a 50"    |

| Pos. | Corridore        | Squadra      | Tempo     |
| ---- | ---------------- | ------------ | --------- |
| 1    | Denis Men'šov    | Rabobank     | 57h45'47" |
| 2    | Vladimir Efimkin | C. d'Epargne | a 2'01"   |
| 3    | Cadel Evans      | Predictor    | a 2'27"   |

### 15ª tappa
- 16 settembre: Villacarrillo > Granada – 201,4 km

Risultati
| Pos. | Corridore      | Squadra    | Tempo    |
| ---- | -------------- | ---------- | -------- |
| 1    | Samuel Sánchez | Euskaltel  | 4h45'59" |
| 2    | Manuel Beltrán | Liquigas   | s.t.     |
| 3    | Carlos Barredo | Quick Step | a 24"    |

| Pos. | Corridore        | Squadra      | Tempo     |
| ---- | ---------------- | ------------ | --------- |
| 1    | Denis Men'šov    | Rabobank     | 62h32'27" |
| 2    | Vladimir Efimkin | C. d'Epargne | a 2'01"   |
| 3    | Cadel Evans      | Predictor    | a 2'27"   |

### 16ª tappa
- 18 settembre: Jaén > Puertollano – 165 km

Risultati
| Pos. | Corridore          | Squadra      | Tempo    |
| ---- | ------------------ | ------------ | -------- |
| 1    | Leonardo Duque     | Cofidis      | 4h00'39" |
| 2    | Aleksandr Kolobnev | Team CSC     | s.t.     |
| 3    | Joan Horrach       | C. d'Epargne | s.t.     |

| Pos. | Corridore        | Squadra      | Tempo     |
| ---- | ---------------- | ------------ | --------- |
| 1    | Denis Men'šov    | Rabobank     | 66h40'49" |
| 2    | Vladimir Efimkin | C. d'Epargne | a 2'01"   |
| 3    | Cadel Evans      | Predictor    | a 2'27"   |

### 17ª tappa
- 19 settembre: Ciudad Real > Talavera de la Reina – 175 km

Risultati
| Pos. | Corridore           | Squadra     | Tempo    |
| ---- | ------------------- | ----------- | -------- |
| 1    | Daniele Bennati     | Lampre      | 3h56'58" |
| 2    | Paolo Bettini       | Quick Step  | s.t.     |
| 3    | Alessandro Petacchi | Team Milram | s.t.     |

| Pos. | Corridore        | Squadra      | Tempo     |
| ---- | ---------------- | ------------ | --------- |
| 1    | Denis Men'šov    | Rabobank     | 70h37'47" |
| 2    | Vladimir Efimkin | C. d'Epargne | a 2'01"   |
| 3    | Cadel Evans      | Predictor    | a 2'27"   |

### 18ª tappa
- 20 settembre: Talavera de la Reina > Avila – 153,5 km

Risultati
| Pos. | Corridore            | Squadra   | Tempo    |
| ---- | -------------------- | --------- | -------- |
| 1    | Luis Pérez Rodríguez | Andalucía | 3h43'45" |
| 2    | Cadel Evans          | Predictor | a 41"    |
| 3    | Franco Pellizotti    | Liquigas  | s.t.     |

| Pos. | Corridore     | Squadra   | Tempo     |
| ---- | ------------- | --------- | --------- |
| 1    | Denis Men'šov | Rabobank  | 70h37'47" |
| 2    | Cadel Evans   | Predictor | a 2'27"   |
| 3    | Carlos Sastre | Team CSC  | a 3'02"   |

### 19ª tappa
- 21 settembre: Avila > Alto de Abantos – 133 km

Risultati
| Pos. | Corridore      | Squadra   | Tempo    |
| ---- | -------------- | --------- | -------- |
| 1    | Samuel Sánchez | Euskaltel | 3h37'01" |
| 2    | Daniel Moreno  | Relax-GAM | s.t.     |
| 3    | Denis Men'šov  | Rabobank  | a 3"     |

| Pos. | Corridore     | Squadra   | Tempo     |
| ---- | ------------- | --------- | --------- |
| 1    | Denis Men'šov | Rabobank  | 77h59'17" |
| 2    | Carlos Sastre | Team CSC  | a 3'02"   |
| 3    | Cadel Evans   | Predictor | a 3'49"   |

### 20ª tappa
- 22 settembre: Villalba > Villalba – cronometro individuale – 20 km

Risultati
| Pos. | Corridore      | Squadra   | Tempo  |
| ---- | -------------- | --------- | ------ |
| 1    | Samuel Sánchez | Euskaltel | 22'11" |
| 2    | Denis Men'šov  | Rabobank  | a 12"  |
| 3    | Stef Clement   | Bouygues  | a 14"  |

| Pos. | Corridore      | Squadra   | Tempo     |
| ---- | -------------- | --------- | --------- |
| 1    | Denis Men'šov  | Rabobank  | 78h21'40" |
| 2    | Carlos Sastre  | Team CSC  | a 3'31"   |
| 3    | Samuel Sánchez | Euskaltel | a 3'46"   |

### 21ª tappa
- 23 settembre: Rivas-Vaciamadrid > Madrid – 104,2 km

Risultati
| Pos. | Corridore           | Squadra     | Tempo    |
| ---- | ------------------- | ----------- | -------- |
| 1    | Daniele Bennati     | Lampre      | 2h37'27" |
| 2    | Alessandro Petacchi | Team Milram | s.t.     |
| 3    | Aljaksandr Usaŭ     | AG2R Prév.  | s.t.     |

| Pos. | Corridore      | Squadra   | Tempo     |
| ---- | -------------- | --------- | --------- |
| 1    | Denis Men'šov  | Rabobank  | 80h59'07" |
| 2    | Carlos Sastre  | Team CSC  | a 3'31"   |
| 3    | Samuel Sánchez | Euskaltel | a 3'46"   |

## Evoluzione delle classifiche
| Tappa              | Vincitore            | Classifica generale Maglia oro | Classifica a punti Maglia azzurra | Classifica scalatori Maglia arancione | Classifica combinata Maglia bianca | Classifica a squadre |
| ------------------ | -------------------- | ------------------------------ | --------------------------------- | ------------------------------------- | ---------------------------------- | -------------------- |
| 1ª                 | Daniele Bennati      | Daniele Bennati                | Daniele Bennati                   | Serafin Martínez                      | Geoffrey Lequatre                  | Bouygues Télécom     |
| 2ª                 | Óscar Freire         | Óscar Freire                   | Óscar Freire                      | Serafin Martínez                      | Manuel Vazquez                     | Bouygues Télécom     |
| 3ª                 | Paolo Bettini        | Óscar Freire                   | Óscar Freire                      | Serafin Martínez                      | David De La Fuente                 | Caisse d'Epargne     |
| 4ª                 | Vladimir Efimkin     | Vladimir Efimkin               | Óscar Freire                      | Serafin Martínez                      | Vladimir Efimkin                   | Caisse d'Epargne     |
| 5ª                 | Óscar Freire         | Vladimir Efimkin               | Óscar Freire                      | Serafin Martínez                      | Vladimir Efimkin                   | Caisse d'Epargne     |
| 6ª                 | Óscar Freire         | Vladimir Efimkin               | Óscar Freire                      | Serafin Martínez                      | Vladimir Efimkin                   | Caisse d'Epargne     |
| 7ª                 | Erik Zabel           | Vladimir Efimkin               | Óscar Freire                      | Serafin Martínez                      | Vladimir Efimkin                   | Caisse d'Epargne     |
| 8ª                 | Bert Grabsch         | Stijn Devolder                 | Óscar Freire                      | Serafin Martínez                      | Stijn Devolder                     | Caisse d'Epargne     |
| 9ª                 | Leonardo Piepoli     | Denis Men'šov                  | Óscar Freire                      | Serafin Martínez                      | Denis Men'šov                      | Caisse d'Epargne     |
| 10ª                | Denis Men'šov        | Denis Men'šov                  | Paolo Bettini                     | Denis Men'šov                         | Denis Men'šov                      | Caisse d'Epargne     |
| 11ª                | Alessandro Petacchi  | Denis Men'šov                  | Paolo Bettini                     | Denis Men'šov                         | Denis Men'šov                      | Caisse d'Epargne     |
| 12ª                | Alessandro Petacchi  | Denis Men'šov                  | Paolo Bettini                     | Denis Men'šov                         | Denis Men'šov                      | Caisse d'Epargne     |
| 13ª                | Andreas Klier        | Denis Men'šov                  | Paolo Bettini                     | Denis Men'šov                         | Denis Men'šov                      | Caisse d'Epargne     |
| 14ª                | Jason McCartney      | Denis Men'šov                  | Paolo Bettini                     | Denis Men'šov                         | Denis Men'šov                      | Caisse d'Epargne     |
| 15ª                | Samuel Sánchez       | Denis Men'šov                  | Paolo Bettini                     | Jurgen Van Goolen                     | Denis Men'šov                      | Caisse d'Epargne     |
| 16ª                | Leonardo Duque       | Denis Men'šov                  | Paolo Bettini                     | Jurgen Van Goolen                     | Denis Men'šov                      | Caisse d'Epargne     |
| 17ª                | Daniele Bennati      | Denis Men'šov                  | Paolo Bettini                     | Jurgen Van Goolen                     | Denis Men'šov                      | Caisse d'Epargne     |
| 18ª                | Luis Pérez Rodríguez | Denis Men'šov                  | Daniele Bennati                   | Denis Men'šov                         | Denis Men'šov                      | Caisse d'Epargne     |
| 19ª                | Samuel Sánchez       | Denis Men'šov                  | Daniele Bennati                   | Denis Men'šov                         | Denis Men'šov                      | Caisse d'Epargne     |
| 20ª                | Samuel Sánchez       | Denis Men'šov                  | Denis Men'šov                     | Denis Men'šov                         | Denis Men'šov                      | Caisse d'Epargne     |
| 21ª                | Daniele Bennati      | Denis Men'šov                  | Daniele Bennati                   | Denis Men'šov                         | Denis Men'šov                      | Caisse d'Epargne     |
| Classifiche finali | Classifiche finali   | Denis Men'šov                  | Daniele Bennati                   | Denis Men'šov                         | Denis Men'šov                      | Caisse d'Epargne     |

## Classifiche finali

### Classifica generale - Maglia oro
| Pos. | Corridore         | Squadra        | Tempo     |
| ---- | ----------------- | -------------- | --------- |
| 1    | Denis Men'šov     | Rabobank       | 80h59'07" |
| 2    | Carlos Sastre     | Team CSC       | a 3'31"   |
| 3    | Samuel Sánchez    | Euskaltel      | a 3'46"   |
| 4    | Cadel Evans       | Predictor      | a 3'56"   |
| 5    | Ezequiel Mosquera | Karpin Galicia | a 6'34"   |
| 6    | Vladimir Efimkin  | C. d'Epargne   | a 7'07"   |
| 7    | Vladimir Karpec   | C. d'Epargne   | a 8'09"   |
| 8    | Igor Antón        | Euskaltel      | a 8'44"   |
| 9    | Manuel Beltrán    | Liquigas       | a 9'38"   |
| 10   | Carlos Barredo    | Quick Step     | a 10'12"  |

### Classifica a punti - Maglia azzurra
| Pos. | Corridore           | Squadra     | Punti |
| ---- | ------------------- | ----------- | ----- |
| 1    | Daniele Bennati     | Lampre      | 147   |
| 2    | Denis Men'šov       | Rabobank    | 135   |
| 3    | Samuel Sánchez      | Euskaltel   | 127   |
| 4    | Alessandro Petacchi | Team Milram | 126   |
| 5    | Cadel Evans         | Predictor   | 91    |

### Classifica scalatori - Maglia arancione
| Pos. | Corridore         | Squadra       | Punti |
| ---- | ----------------- | ------------- | ----- |
| 1    | Denis Men'šov     | Rabobank      | 90    |
| 2    | Jurgen Van Goolen | Discovery Ch. | 78    |
| 3    | Carlos Sastre     | Team CSC      | 69    |
| 4    | Franco Pellizotti | Liquigas      | 63    |
| 5    | Samuel Sánchez    | Euskaltel     | 54    |

### Classifica combinata - Maglia bianca
| Pos. | Corridore        | Squadra      | Punti |
| ---- | ---------------- | ------------ | ----- |
| 1    | Denis Men'šov    | Rabobank     | 4     |
| 2    | Samuel Sánchez   | Euskaltel    | 11    |
| 3    | Carlos Sastre    | Team CSC     | 15    |
| 4    | Cadel Evans      | Predictor    | 16    |
| 5    | Vladimir Efimkin | C. d'Epargne | 25    |

### Classifica squadre
| Pos. | Squadra           | Tempo      |
| ---- | ----------------- | ---------- |
| 1    | Caisse d'Epargne  | 242h55'05" |
| 2    | Euskaltel-Euskadi | a 12'43"   |
| 3    | AG2R Prévoyance   | a 30'25"   |
| 4    | Team CSC          | a 34'53"   |
| 5    | Liquigas          | a 36'02"   |